# إدوارد وارد
إدوارد وارد (بالإنجليزية: Edward Ward)‏ (14 يونيو 1895 في المملكة المتحدة - 1 يناير 1971) هو لاعب كرة قدم بريطاني (وحمل سابقاً جنسية المملكة المتحدة لبريطانيا العظمى وأيرلندا) في مركز الهجوم. لعب مع كريستال بالاس ونيوكاسل يونايتد ونادي بليث سبارتانز ونادي أشينغتون ‏ ونادي نيلسون ونادي ووركينغتون وWest Stanley F.C. ‏ ودارلينجتون إف سى.